# Oostenrijk
Oostenrijk (Duits: Österreich), officieel de Republiek Oostenrijk (Duits: Republik Österreich), is een binnenstaat in Centraal-Europa. Het land grenst in het westen aan Zwitserland en Liechtenstein, in het noorden aan Duitsland en Tsjechië, in het oosten aan Slowakije en Hongarije en in het zuiden aan Italië en Slovenië.
Oostenrijk ligt in de Alpen en heeft een oppervlakte van 83.871 km², waarvan slechts 32% onder de 500 meter ligt. De hoofdstad is Wenen, die ook met afstand de grootste stad van het land is. Van de  inwoners spreekt het merendeel Duits, dat ook de officiële taal is.
De geschiedenis van Oostenrijk gaat terug tot de Romeinse tijd, maar het huidige Oostenrijk is een overblijfsel van het Keizerrijk Oostenrijk, dat in de 19e eeuw tot de Europese grote mogendheden behoorde. Het land was van 1867 tot 1918 onderdeel van de dubbelmonarchie Oostenrijk-Hongarije en na de kortstondige Republiek Duits-Oostenrijk ontstond in 1919 de Eerste Oostenrijkse Republiek. Na de Anschluss (de annexatie door het Derde Rijk) in 1938 en de bezetting door de geallieerden in de periode na de Tweede Wereldoorlog, werd Oostenrijk in 1955 door het Oostenrijks Staatsverdrag weer zelfstandig en werd de Tweede Oostenrijkse Republiek gevestigd.
Staatkundig gezien is Oostenrijk een federale parlementaire republiek met negen deelstaten. Het staatshoofd is de Bondspresident, de Bondskanselier is het regeringshoofd. Oostenrijk is lid van de Europese Unie, de Verenigde Naties en een groot aantal andere internationale organisaties. Echter is Oostenrijk sinds de Tweede Wereldoorlog militair neutraal en daarom geen lid van de militaire alliantie NAVO, net als haar buurland Zwitserland.

## Geschiedenis
Nadat het land door Romeinen, Hunnen, Longobarden, Ostrogoten, Beieren en Franken veroverd en overheerst werd, werden de verschillende hertogdommen in Oostenrijk van de 10e tot de 13e eeuw geregeerd door de Babenbergers. De Babenbergers werden opgevolgd door de Habsburgers, die deze landen tot de 20e eeuw bleven regeren. De Habsburgers breidden hun macht vooral via erfopvolging uit over vele andere landen. Zodoende werden zij heersers over een grote staatkundige eenheid, die de Habsburgse monarchie wordt genoemd.
In 1804 werd het Keizerrijk Oostenrijk uitgeroepen, toen duidelijk werd dat het Heilige Roomse Rijk, waar Oostenrijk deel van had uitgemaakt, ten dode was opgeschreven. In 1848 kwamen de Hongaren in opstand tegen de Oostenrijkse regering. Deze opstand werd neergeslagen, maar na de Oostenrijkse nederlaag tegen Pruisen in de Pruisisch-Oostenrijkse Oorlog werd er alsnog een compromis bereikt met de Hongaren. Door deze Ausgleich werd in 1867 het keizerrijk vervangen door de Oostenrijk-Hongaarse dubbelmonarchie. Dit rijk deelde één monarch, één leger, één buitenlandpolitiek en één ambtelijke taal, de Duitse.
Na de nederlaag in de Eerste Wereldoorlog werd deze dubbelmonarchie opgesplitst in verschillende onafhankelijke landen en bleef Oostenrijk uiteindelijk in zijn huidige vorm over, waarbij Vorarlberg, Burgenland en Karinthië via volksraadplegingen besloten bij Oostenrijk te willen blijven.
In 1918 werd Oostenrijk een republiek. Deze republiek, Deutschösterreich, hield stand tot 1919. Als gevolg van het Verdrag van Saint-Germain werd zij weer ontbonden en ontstond de Republiek Oostenrijk. Deze Eerste Republiek zou tot 1938 stand houden, hoewel kanselier Engelbert Dollfuss na 1933 als een dictator regeerde. 12 maart 1938 werd Oostenrijk vreedzaam bezet en daarna ingelijfd bij het Derde Rijk (de Anschluss).
Na de nederlaag van de nazi's werd Oostenrijk door de geallieerden bezet tot 1955. Het land werd toen een volledig zelfstandig land onder voorwaarde dat het altijd neutraal zou blijven. Na de val van het communisme in Oost-Europa werd Oostenrijk meer betrokken bij de Europese politiek. In 1995 werd het land lid van de Europese Unie en in 2002 voerde het de euro in.

## Geografie

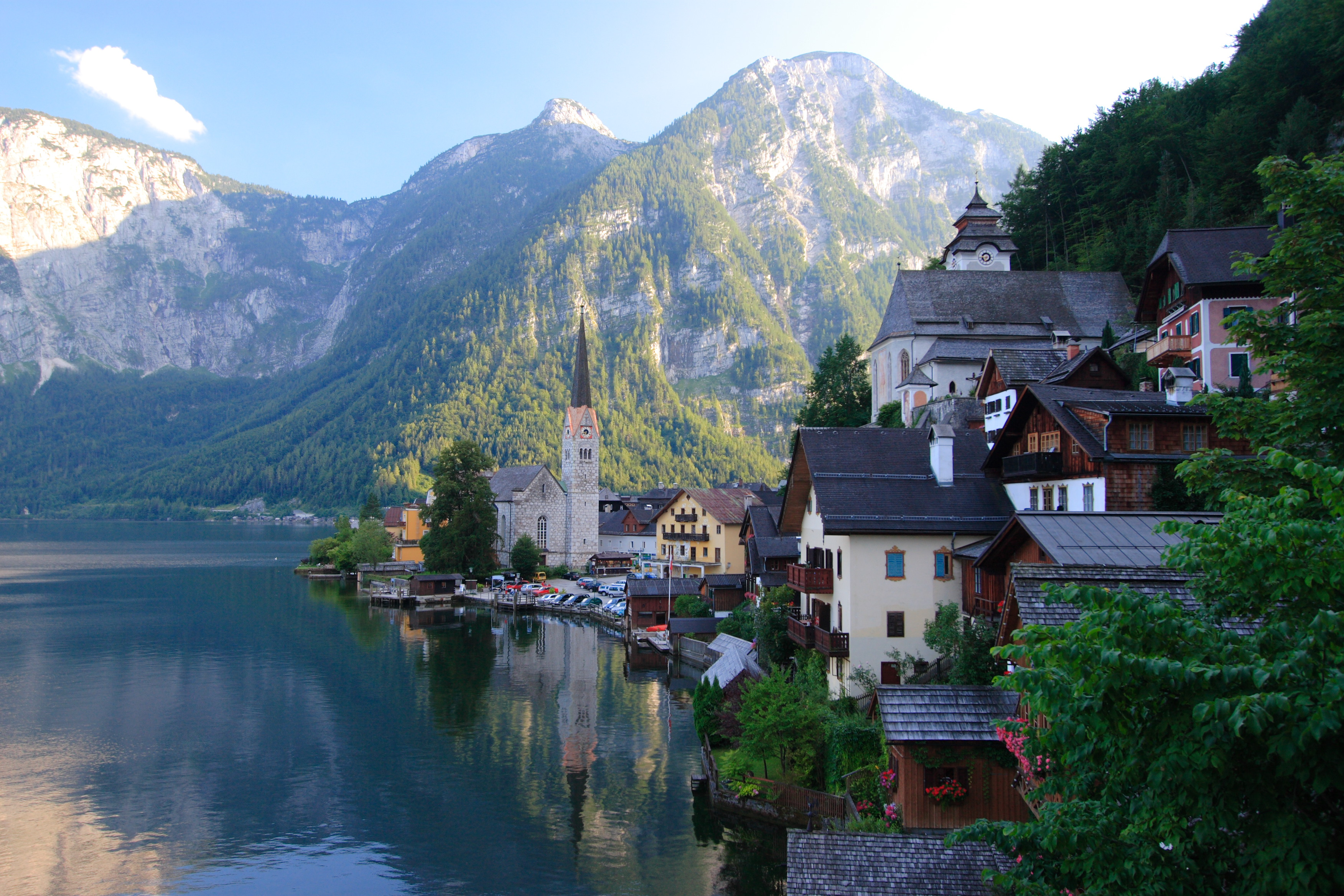
Uitzicht op het dorp Hallstatt in Centraal-Oostenrijk

Oostenrijk is een binnenstaat, het heeft geen kustlijn. Wel heeft het land 2562 kilometer aan landsgrenzen, aan de volgende acht landen: Duitsland (784 km), Italië (430 km), Hongarije (366 km), Tsjechië (362 km), Slovenië (330 km), Zwitserland (164 km), Slowakije (91 km) en Liechtenstein (35 km).
De Alpen strekken zich over een groot deel van Oostenrijk uit: driekwart van het land behoort tot dit berggebied. De hoogste berg in Oostenrijk is de Großglockner met 3797 meter. Andere hoge bergen zijn de Wildspitze (3768 m), de Weißkugel (3739 m), de Großvenediger (3674 m), de Hintere Schwärze (3628 m) en de Similaun (3606 m). In het oosten langs de Donau kenmerkt het landschap zich door glooiende heuvels en vlaktes. Het laagste punt van Oostenrijk is Hedwighof in Burgenland met 114 meter boven zeeniveau. Het natuurschoon van bijvoorbeeld Tirol, Salzkammergut, Innsbruck, de Oostenrijkse Alpen, de stad Salzburg en de aantrekkelijkheid van Wenen tezamen met andere culturele centra, hebben Oostenrijk tot een Europees toeristencentrum gemaakt.

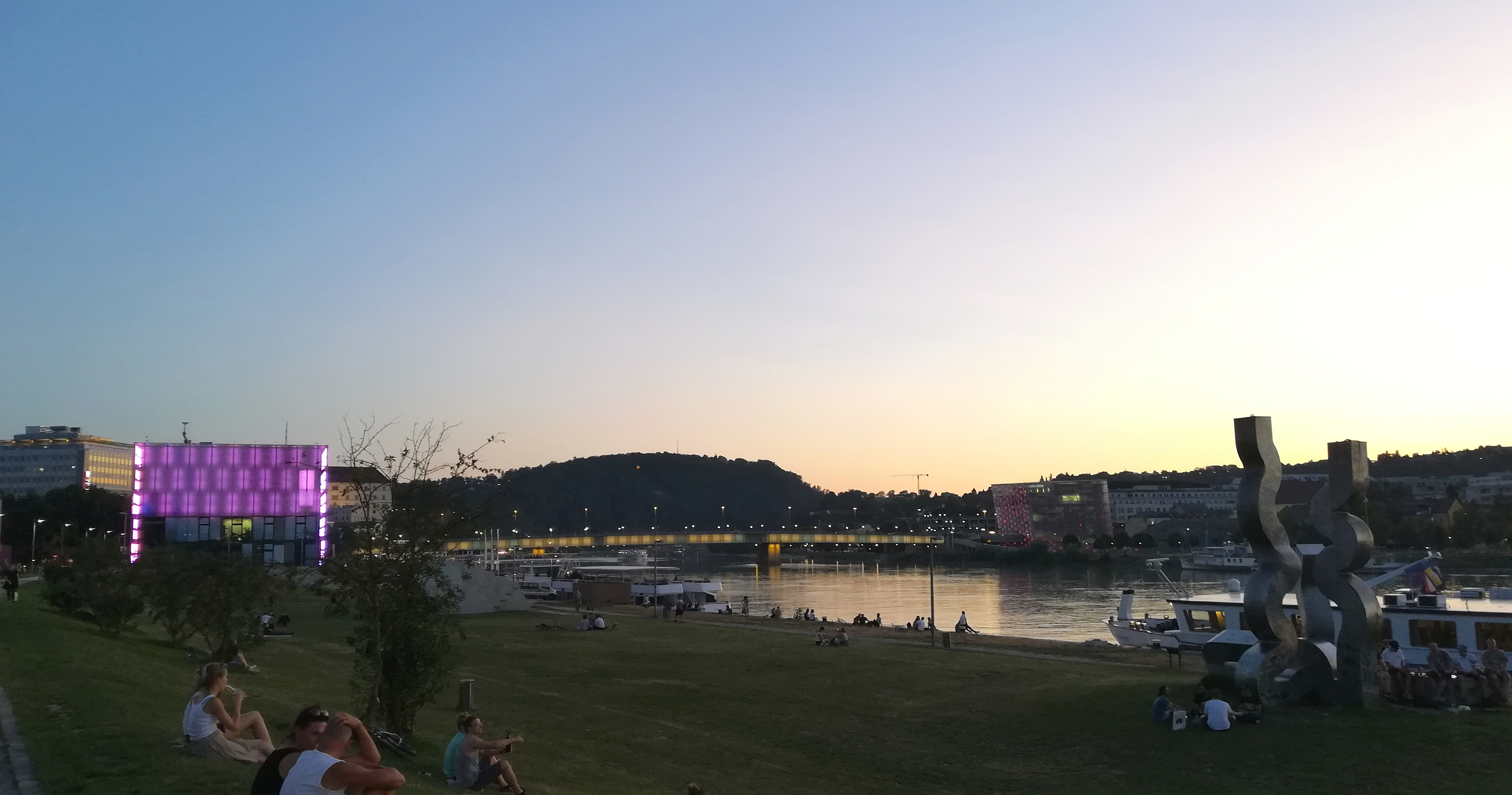
Donau bij Linz

De belangrijkste twee rivieren zijn de Donau en zijn zijrivier de Inn. Evenals de Inn stromen ook de Isar, Enns en Traun rechtstreeks in de Donau. De Lech is een bekende zijrivier van de Donau. Het grootste meer is het Neusiedler Meer, dat zich bevindt op de grens met Hongarije en op een hoogte van 115 m.

### Klimaat
Het heuvelland, de laagvlakten en de dalen hebben een landklimaat. Boven de 1500 meter heerst een hooggebergteklimaat. Het westelijk deel van het land is aanzienlijk natter dan het oosten. Gebieden aan de zuidkant van de Alpen hebben mediterrane trekken. De föhnwind is van invloed op de temperatuur en weerverloop.

### Grootste steden
De enige steden in Oostenrijk met meer dan 250.000 inwoners zijn Wenen en Graz, Wenen is veruit de grootste stad van het land en is goed voor ongeveer 22 procent van de totale bevolking van het land.
|    | Naam         | Deelstaat        | Inw. 2025 |    |                 | Naam             | Deelstaat | Inw. 2025 |
| 1  | Wenen        | Wenen            | 2.028.289 | 11 | Wiener Neustadt | Neder-Oostenrijk | 49.156    |           |
| 2  | Graz         | Stiermarken      | 305.314   | 12 | Steyr           | Opper-Oostenrijk | 38.036    |           |
| 3  | Linz         | Opper-Oostenrijk | 213.557   | 13 | Feldkirch       | Vorarlberg       | 36.708    |           |
| 4  | Salzburg     | Salzburg         | 157.659   | 14 | Bregenz         | Vorarlberg       | 29.476    |           |
| 5  | Innsbruck    | Tirol            | 132.499   | 15 | Leonding        | Opper-Oostenrijk | 29.244    |           |
| 6  | Klagenfurt   | Karinthië        | 105.256   | 16 | Klosterneuburg  | Neder-Oostenrijk | 28.152    |           |
| 7  | Villach      | Karinthië        | 65.749    | 17 | Baden bei Wien  | Neder-Oostenrijk | 25.931    |           |
| 8  | Wels         | Opper-Oostenrijk | 65.482    | 18 | Krems           | Neder-Oostenrijk | 25.473    |           |
| 9  | Sankt Pölten | Neder-Oostenrijk | 59.767    | 19 | Traun           | Opper-Oostenrijk | 25.345    |           |
| 10 | Dornbirn     | Vorarlberg       | 52.108    | 20 | Wolfsberg       | Karinthië        | 24.961    |           |

## Bevolking

De verspreiding van het Duits in West- en Midden-Europa

### Taal
88,6% van de Oostenrijkers gebruikt het Duits als eerste taal en het Duits is tevens in het hele land een officiële taal. Daarnaast spreekt 2,3% Turks, 2,2% Servisch en 1,6% Kroatisch. Het Kroatisch (Burgenland-Kroaten) is samen met het Hongaars (Hongaarse minderheid in Oostenrijk) en Duits, een officiële taal in Burgenland. In Karinthië is daarnaast ook het Sloveens een extra officiële taal (Karinthische Slovenen).

### Religie
Volgens de volkstelling van 2001 was in dat jaar 73,6% van de Oostenrijkers geregistreerd als katholiek. Daarnaast was 4,7% protestant (voornamelijk luthers), 4,2% moslim, hing 3,5% andere religies aan en had 12% geen religie.
De Katholieke Kerk in Oostenrijk telt twee kerkprovincies: de Kerkprovincie Salzburg (Aartsbisdom Salzburg en de bisdommen Feldkirch, Graz-Seckau, Gurk-Klagenfurt, Innsbruck) en de Kerkprovincie Wenen (Aartsbisdom Wenen en de bisdommen Eisenstadt, Linz, Sankt Pölten), één territoriale abdij onder rechtstreeks gezag van de Heilige Stoel (de Abdij Wettingen-Mehrerau) en het Militair Ordinariaat.
In 1933 werd de verhouding tussen de Katholieke Kerk en de staat geregeld in een concordaat. Dit concordaat werd buiten werking gesteld na de aansluiting bij Duitsland maar in 1957 in principe opnieuw erkend en daarna op verscheidene punten herzien en aangevuld.
| Historisch verloop grootste religieuze groeperingen in Oostenrijk | Historisch verloop grootste religieuze groeperingen in Oostenrijk | Historisch verloop grootste religieuze groeperingen in Oostenrijk | Historisch verloop grootste religieuze groeperingen in Oostenrijk | Historisch verloop grootste religieuze groeperingen in Oostenrijk | Historisch verloop grootste religieuze groeperingen in Oostenrijk | Historisch verloop grootste religieuze groeperingen in Oostenrijk | Historisch verloop grootste religieuze groeperingen in Oostenrijk | Historisch verloop grootste religieuze groeperingen in Oostenrijk | Historisch verloop grootste religieuze groeperingen in Oostenrijk |
| jaar                                                              | bevolking                                                         | katholieken                                                       | %                                                                 | luthers (evangelische kirche)                                     | %                                                                 | Islam                                                             | %                                                                 | ongelovig                                                         | %                                                                 |
| ----------------------------------------------------------------- | ----------------------------------------------------------------- | ----------------------------------------------------------------- | ----------------------------------------------------------------- | ----------------------------------------------------------------- | ----------------------------------------------------------------- | ----------------------------------------------------------------- | ----------------------------------------------------------------- | ----------------------------------------------------------------- | ----------------------------------------------------------------- |
| 1951                                                              | 6.933.905                                                         | 6.170.084                                                         | 89,0 %                                                            | 429.493                                                           | 6,2%                                                              | -                                                                 | -                                                                 | 264.014                                                           | 3,8%                                                              |
| 1961                                                              | 7.073.807                                                         | 6.295.075                                                         | 89,0 %                                                            | 438.663                                                           | 6,2%                                                              | -                                                                 | -                                                                 | 266.009                                                           | 3,8%                                                              |
| 1971                                                              | 7.491.526                                                         | 6.548.316                                                         | 87,4 %                                                            | 447.070                                                           | 6,0%                                                              | 22.267                                                            | 0,3%                                                              | 321.218                                                           | 4,3%                                                              |
| 1981                                                              | 7.555.338                                                         | 6.372.645                                                         | 84,3 %                                                            | 423.162                                                           | 5,6%                                                              | 76.939                                                            | 1,0%                                                              | 452.039                                                           | 6,0%                                                              |
| 1991                                                              | 7.795.786                                                         | 6.081.454                                                         | 78,0 %                                                            | 338.709                                                           | 5,0%                                                              | 158.766                                                           | 2,0%                                                              | 672.251                                                           | 8,6%                                                              |
| 2001                                                              | 8.032.926                                                         | 5.915.421                                                         | 73,6 %                                                            | 376.150                                                           | 4,7%                                                              | 338.988                                                           | 4,2%                                                              | 963.263                                                           | 12,0%                                                             |
| 2008                                                              | 8.350.000                                                         | 5.579.493                                                         | 66,8 %                                                            | 328.346                                                           | 3,9%                                                              | -                                                                 |                                                                   |                                                                   |                                                                   |
| 2009                                                              | 8,376,761                                                         | 5,530,000                                                         | 66.0 %                                                            | 325.314                                                           | 3,9 %                                                             | -                                                                 |                                                                   |                                                                   |                                                                   |

In het bisdom Wenen is het aantal katholieken in 2008 gedaald naar 51 % van de bevolking (1,315.545 op een totale bevolking van 2,563.580).
De zondagse kerkgang is in 2008 gedaald naar 698.527 deelnemers (8 % van de totale bevolking).
Ook het lutheranisme – de tweede veel kleinere kerk van Oostenrijk – loopt terug, tussen 2001 en 2008 nam het aantal lutheranen af met 50.000 – van 5 naar 4 % van de Oostenrijkse bevolking.
Het lutheranisme boekte in de 16e eeuw in het tegenwoordige Oostenrijk grote successen, maar werd door de Katholieke Reformatie grotendeels teruggedrongen. In 1861 kregen de protestanten door het zogenaamde Protestantenpatent gelijke rechten als de katholieken. In 1925 sloten de luthersen en gereformeerden zich aaneen tot de Evangelische Kirche Augsburgischen und Helvetischen Bekentnisses Oesterreich met aan het hoofd ervan een bisschop. De Protestantenwet van 1961 verleende aan de Evangelische Kirche volledige autonomie en de garantie van financiële steun van staatswege.

### Immigratie
Sinds 1945 bood Oostenrijk onderdak aan bijna twee miljoen vluchtelingen van elders uit Europa, hoewel veel van deze vluchtelingen op doortocht naar andere streken zijn gegaan.

### Demografie
Onderstaande cijfers zijn schattingen voor 2008, met uitzondering van waar aangegeven.
| Leeftijdsstructuur:      |                                                |
| – 0-14 jaar:             | 14,8% (man 621.326; vrouw 592.131)             |
| – 15-64 jaar:            | 67,5% (man 2.783.531; vrouw 2.753.389)         |
| – 65 jaar en ouder:      | 17,7% (man 599.415; vrouw 855.741)             |
| Gemiddelde leeftijd:     | 41,7 jaar                                      |
| – mannen:                | 40,7 jaar                                      |
| – vrouwen:               | 42,8 jaar                                      |
| Bevolkingstoename:       | 0,064%                                         |
| Geboortecijfer:          | 8,66 geboortes per 1000 inwoners               |
| Sterftecijfer:           | 9,91 sterfgevallen per 1000 inwoners           |
| Netto migratiesaldo:     | 1,88 migranten per 1000 inwoners               |
| Verhouding van geslacht: | 0,95 man per vrouw mannelijk/vrouwelijk (2003) |
| – bij geboorte:          | 1,05 man per vrouw                             |
| – onder 15 jaar:         | 1,05 man per vrouw                             |
| – 15-64 jaren:           | 1,01 man per vrouw                             |
| – 65 jaar en ouder:      | 0,7 man per vrouw                              |

|                                   |                                               |
| Zuigelingssterftecijfer:          | 4,48 sterfgevallen per 1000 levende geboorten |
| – vrouwen:                        | 3,44 sterfgevallen per 1000 levende geboorten |
| – mannen:                         | 5,48 sterfgevallen per 1000 levende geboorten |
| Levensverwachting (bij geboorte): | 79,36 jaar                                    |
| – mannen:                         | 76,46 jaar                                    |
| – vrouwen:                        | 82,41 jaar                                    |
| Aantal geboortes per vrouw:       | 1,38 geboren kinderen per vrouw               |
| Hiv/aids:                         | 0,3% (2003)                                   |
| Hiv/aids - sterfgevallen:         | minder dan 100 (2003)                         |

## Overheid en politiek

### Staatsinrichting

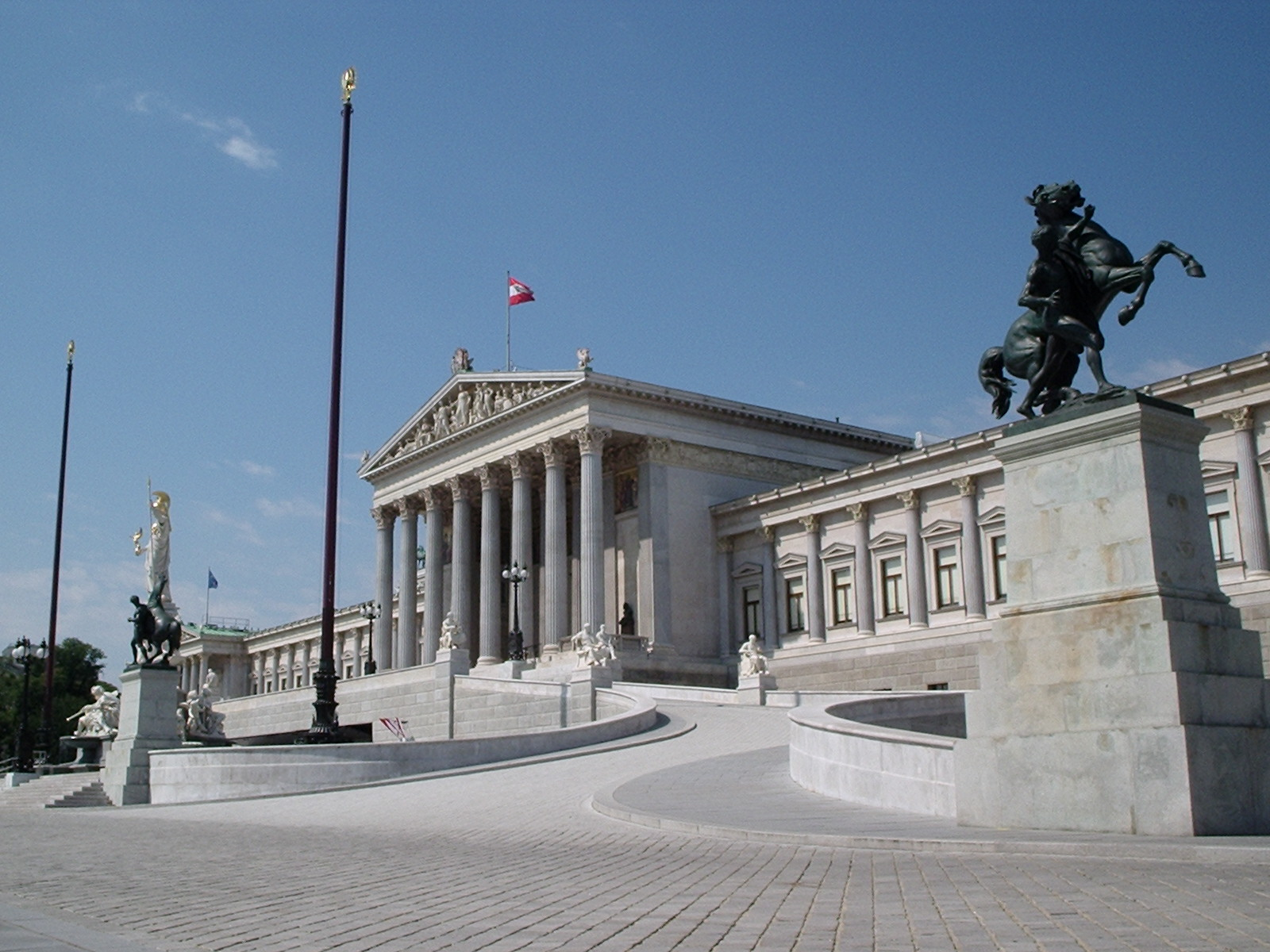
Het Parlementsgebouw in Wenen

Oostenrijk wordt geregeerd onder de herziene grondwet van 1929. Het land is een republiek met een gemengde presidentieel-parlementaire regeringsvorm. De bondspresident, die door stemming voor een termijn van zes jaar wordt gekozen, benoemt de bondskanselier. Het kabinet, dat door de bondskanselier wordt geleid, is verantwoording schuldig aan de Nationalrat van het parlement, dat algemeen volgens evenredige vertegenwoordiging wordt gekozen. De Bundesrat wordt gekozen door de provinciale assemblage.
De huidige bondspresident is sinds 26 januari 2017 Alexander Van der Bellen, lid van Die Grünen. Sinds maart 2025 is Christian Stocker (ÖVP) de bondskanselier, die de functie overnam na het voortijdig aftreden van zijn partijgenoten Sebastian Kurz, Alexander Schallenberg en Karl Nehammer.
De drie belangrijkste partijen zijn de christendemocratische ÖVP, de sociaaldemocratische SPÖ en de rechts-radicale FPÖ. 
Andere partijen zijn Die Grünen, de liberale NEOS en de communistische KPÖ.

### Bestuurlijke indeling
Oostenrijk is een bondsstaat en is bestuurlijk onderverdeeld in negen deelstaten of Bundesländer. Onderstaande tabel toont de Oostenrijkse deelstaten met hun hoofdsteden:
|  | 1. Wenen (Wien) - Wenen 2. Burgenland - Eisenstadt 3. Karinthië (Kärnten) - Klagenfurt 4. Salzburg - Salzburg 5. Neder-Oostenrijk (Niederösterreich) - Sankt Pölten 6. Stiermarken (Steiermark) - Graz 7. Tirol - Innsbruck 8. Vorarlberg - Bregenz 9. Opper-Oostenrijk (Oberösterreich) - Linz |

## Economie

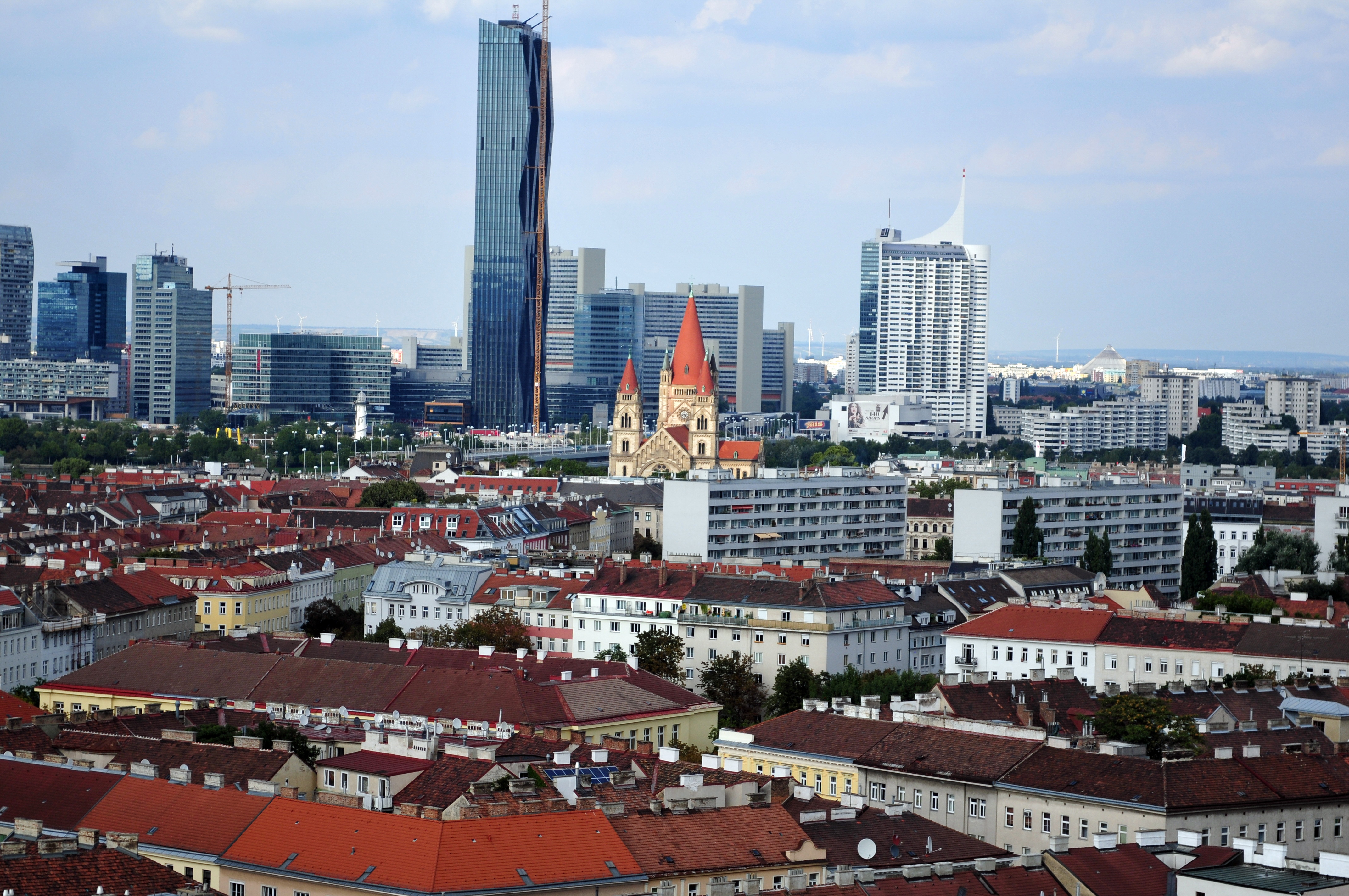
De skyline van Wenen

De bosbouw, de veehouderij en de zuivelproductie zijn overwegend geconcentreerd in de alpiene provincies; Vorarlberg heeft een oude textielindustrie. Ongeveer 5% van de bevolking is actief in (meestal kleinschalige) landbouw. Het land is bijna zelfvoorzienend in termen van voedselproductie. In Opper- en Neder-Oostenrijk en in Burgenland overheerst de landbouw: de belangrijkste gewassen zijn aardappels, suikerbieten, fruit, gerst, rogge en haver.
De productie is divers en vertegenwoordigt ongeveer 35% van het bruto nationaal product. Meer dan de helft van de industrieën is geconcentreerd in het bassin van Wenen; Linz, Steyr, Graz, Leoben, Innsbruck en Salzburg zijn de andere industriële centra. Veel van de industrieën van het land werden genationaliseerd na de Tweede Wereldoorlog samen met de grootste handelsbanken. De industrie is met name verantwoordelijk voor de productie van machines, voertuigen, ijzer en staal, levensmiddelen, elektrische producten, textiel, chemische producten en kantoorproducten. Vele mineralen noodzakelijk voor de industrie (grafiet, ijzer, magnesium, koper, zink en bruinkool) worden gevonden in Oostenrijk. Het land heeft reserves van aardolie, aardgas, zout en uranium en is rijk aan hydro-elektrische energie. De laatste jaren is de dienstensector, waaronder een groot bankwezen, belangrijk voor de economie van Oostenrijk geworden. In deze sector zijn nu meer dan de helft van het aantal arbeidskrachten van de natie actief. De belangrijkste handelspartners zijn Duitsland, Italië, Oost-Europa, Japan en de Verenigde Staten.
Een belangrijke bron van inkomsten is het wintertoerisme in de vele skigebieden. In de zomer wordt er in het Alpengebied veel gewandeld en wordt aldaar veelvuldig de klimsport beoefend.

### Energievoorziening

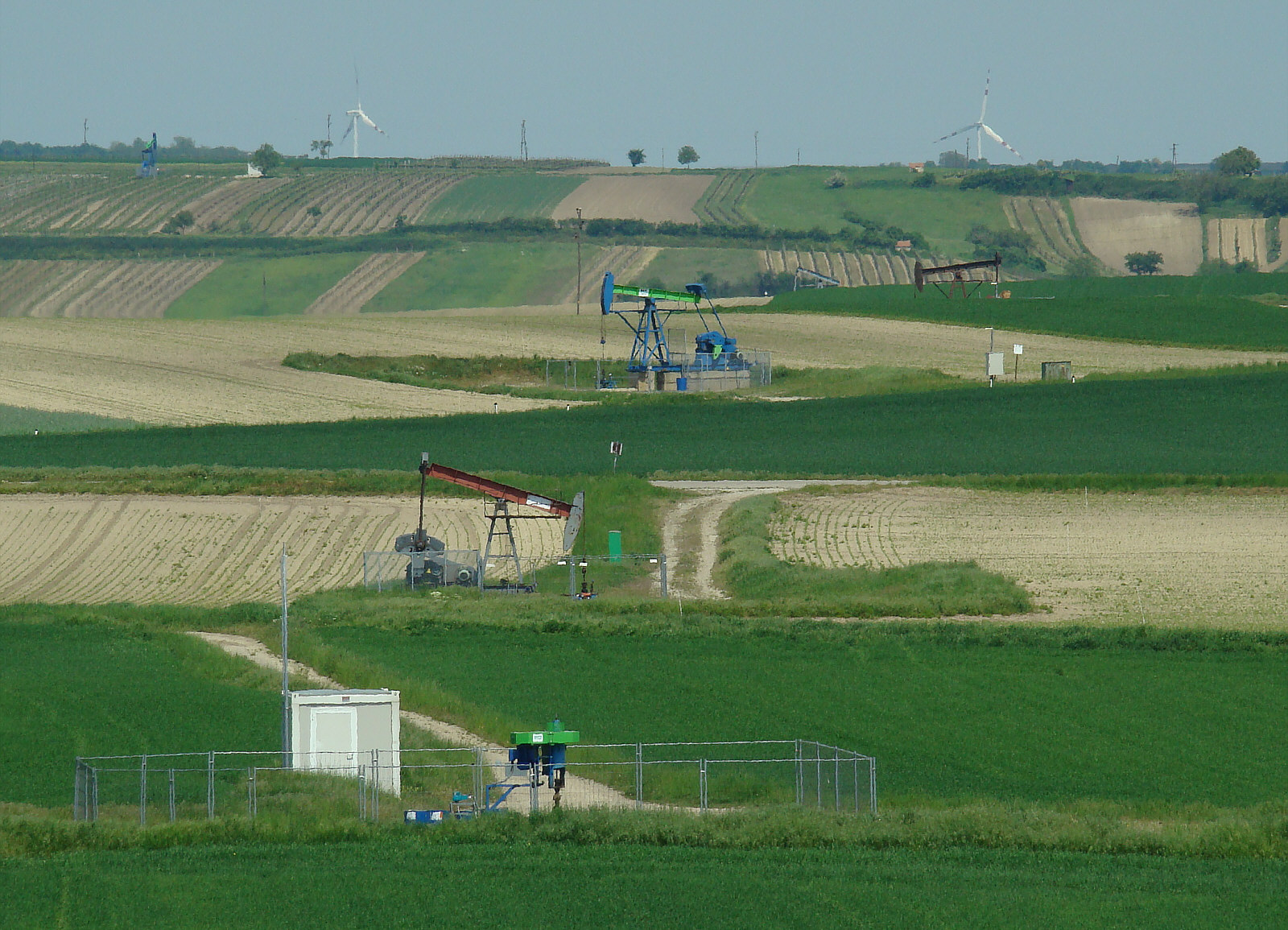
Jaknikkers in een olieveld bij Matzen

Het land produceerde 12 miljoen ton olie-equivalent (Mtoe) in 2014. (1 Mtoe = 11,63 TWh, miljard kilowattuur.) De energiebronnen waren voor 78% duurzaam. Dat was niet genoeg voor de energievoorziening, het TPES (total primary energy supply): 32 Mtoe. Het land importeerde 22 Mtoe fossiele brandstof meer dan het exporteerde.
Van de energie ging ongeveer 3 Mtoe verloren bij conversie in de energie-industrie. 2 Mtoe werd gebruikt voor niet-energetische producten zoals smeermiddelen, asfalt en petrochemicaliën. Voor energie eindgebruikers resteerde 27 Mtoe waarvan 5,2 Mtoe = 60 TWh elektriciteit die voor 83% duurzaam opgewekt werd, vooral met waterkracht. In de periode 2012–2014 groeide de opwekking van zonne- en windstroom 66%.
De uitstoot van kooldioxide was 61 megaton, dat is 7 ton per persoon, meer dan het wereldgemiddelde (4,5 ton per persoon).

### Transport
Voor het berijden van Oostenrijkse snelwegen en enkele andere wegen is aankoop van een tolvignet verplicht. Het land kent vele bergpassen, waarvan een groot deel in de winter als gevolg van sneeuwval wordt afgesloten voor het verkeer. Er is circa 133.361 kilometer wegennet. Het spoorwegennet heeft een lengte van circa 6023 kilometer en wordt bediend door de Österreichische Bundesbahnen (ÖBB), dat ook enkele internationale (nacht)treindiensten naar het buitenland beheert. Verder zijn er internationale luchthavens in Wenen, Linz, Salzburg, Graz, Klagenfurt en Innsbruck.
In de bergen zijn diverse kabelbanen om naar boven te gaan en die voornamelijk gebruikt worden in de winter om skigebieden te bereiken en in de zomer om te wandelen.
Het land kent een netwerk van nationale langeafstandswandelpaden: Weitwanderwege.

## Cultuur

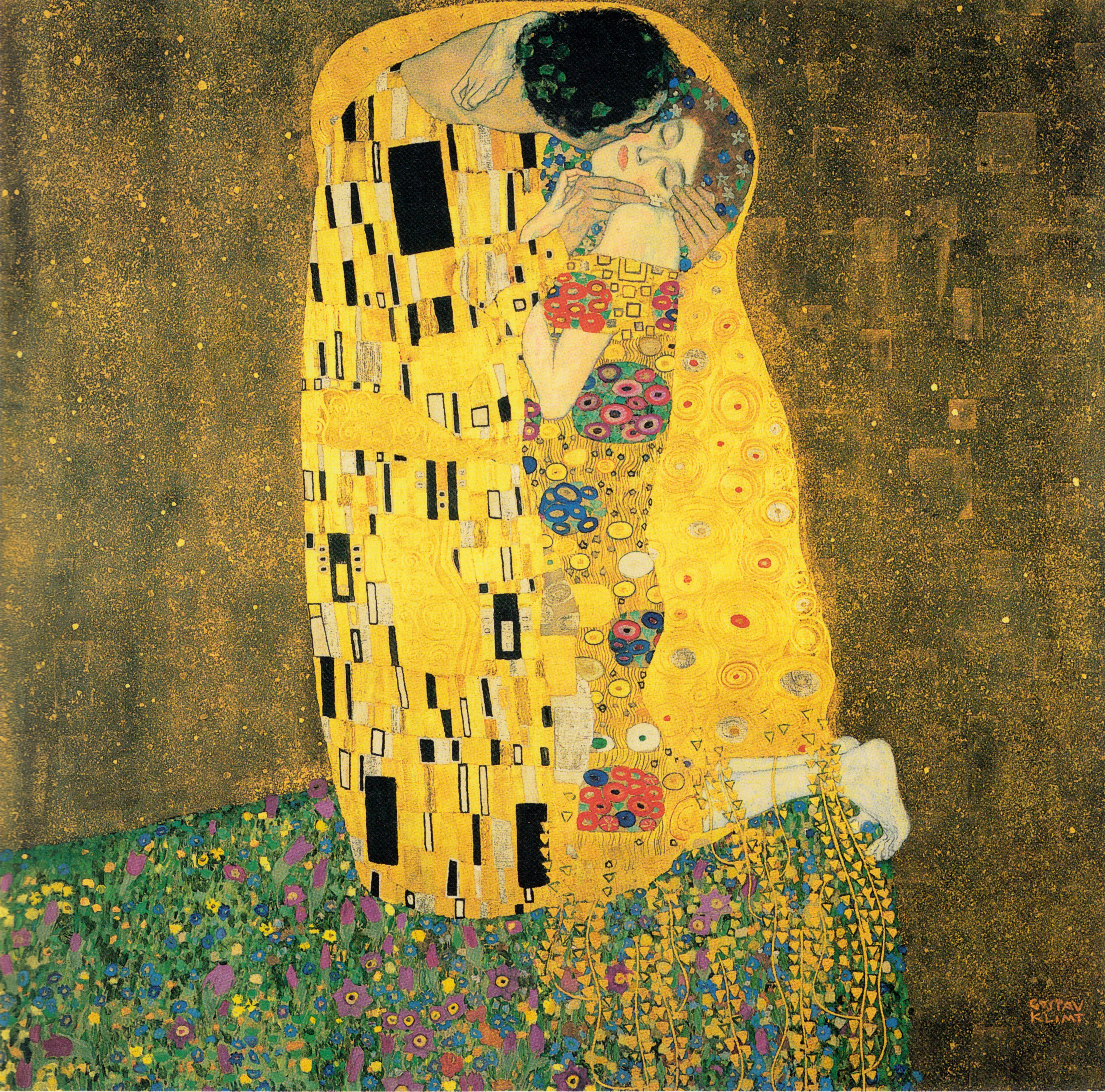
De kus van Gustav Klimt

### Kunst
Tijdens het Fin de siècle beleefde de Oostenrijkse kunst een bloeiperiode, waarin kunstenaars als Gustav Klimt, Egon Schiele, en Oskar Kokoschka actief waren. In dezelfde periode ontwikkelde zich ook de Wiener Secession, een variant op de internationale jugendstil.
Buiten de hoofdstroom van de Oostenrijkse kunst ontwikkelde zich tijdens de vorige eeuw ook een stroming van kunstenaars, schrijvers, en toneelregisseurs, die zeer kritisch stonden ten opzichte van het eigen land. Deze kunstenaars kritiseerden de politieke situatie, het Katholicisme, de omgang met het (oorlogs)verleden, en de Oostenrijkse cultuur in het algemeen, die in hun ogen werd gekenmerkt door hypocrisie, onderdrukking en bekrompenheid. Tot deze stroming behoren onder andere de schrijvers Elfriede Jelinek en Thomas Bernhard, toneelauteur Werner Schwab, filmmaker Ulrich Seidl en de kunstenaars van het Weense Aktionisme. Deze kunstenaars kregen wel het verwijt hun vaderland te verraden en nestbevuilers te zijn.

### Muziek
Oostenrijks verleden als Europese grootmacht en zijn culturele omgeving hebben een grote bijdrage geleverd aan de verschillende vormen van kunst die worden gegenereerd, met voorop de muziek. Oostenrijk is de geboorteplaats van vele bekende componisten zoals Joseph Haydn, Michael Haydn, Franz Schubert, Anton Bruckner, Johann Strauss sr. en Johann Strauss jr. en leden van de Tweede Weense School, zoals Arnold Schönberg, Anton Webern en Alban Berg. Wolfgang Amadeus Mozart werd geboren in het keurvorstendom Salzburg, destijds een onafhankelijk keurvorstendom van het Heilige Roomse Rijk, maar wel één dat cultureel nauw verbonden was met Oostenrijk, en bracht een zeer groot deel van zijn carrière door in Wenen.

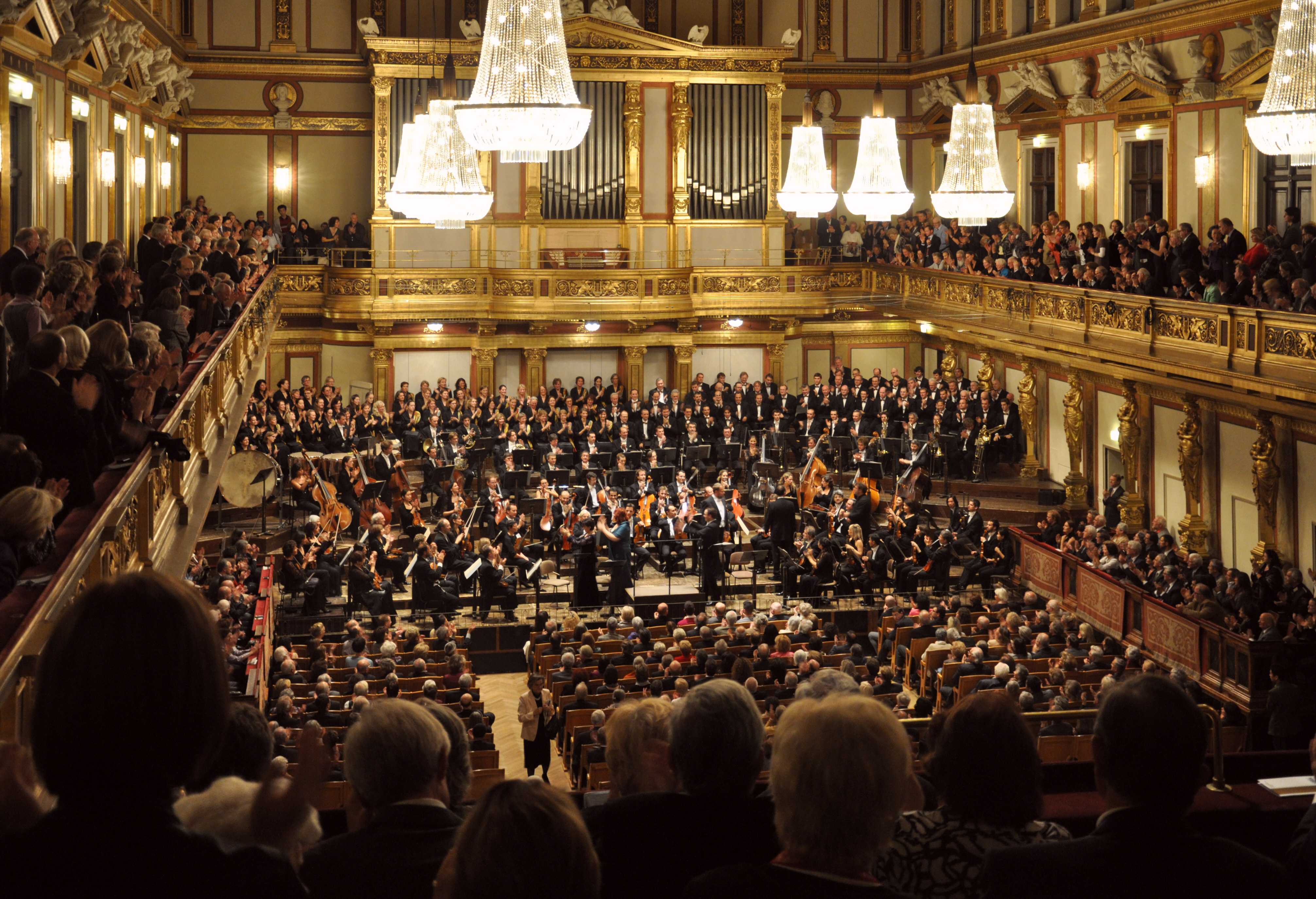
Een optreden in de Wiener Musikverein

Wenen is al lange tijd vooral een belangrijk centrum van muzikale vernieuwing. 18e- en 19e-eeuwse componisten werden naar de stad getrokken als gevolg van het beschermheerschap van de Habsburgers en maakten van Wenen de Europese hoofdstad van de klassieke muziek. Tijdens de barok werd de Oostenrijkse muziek beïnvloed door Slavische en Hongaarse volksmuziek.
De stad Wenen begon haar opkomst als een cultureel centrum in de vroege 16e eeuw dat werd opgebouwd rond instrumenten, waaronder de luit. De Duitse componist Ludwig van Beethoven bracht het grootste deel van zijn leven door in Wenen. Het huidige Oostenrijkse volkslied wordt toegeschreven aan Mozart en is na de Tweede Wereldoorlog gekozen als vervanger van het traditionele Oostenrijkse volkslied van Joseph Haydn.
Oostenrijk heeft ook een opmerkelijke jazz-muzikant, Joe Zawinul. De pop- en rockmuzikant Falco werd internationaal geprezen tijdens de jaren 1980, vooral voor zijn nummer "Rock Me Amadeus". De drummer Thomas Lang werd in Wenen geboren in 1967 en is nu wereldwijd bekend om zijn technische bekwaamheid en speelde met artiesten als Geri Halliwell en Robbie Williams. In Wenen woont de bekende Nederlandse bluesgitarist en zanger Hans Theessink.
Er worden in Oostenrijk ieder jaar diverse festivals en concertseries georganiseerd. Regelmatig wordt hier ook door internationale groepen aan deelgenomen. Dit samen met de toeristische aantrekkelijkheid van Oostenrijk maakt dat dit land een geliefde bestemming is voor bijvoorbeeld koren uit allerlei landen. Het Wiener Philharmoniker is een wereldberoemd symfonieorkest uit Oostenrijk. Verder vindt het Donauinselfest, het grootste gratis openluchtfestival ter wereld met meer dan drie miljoen bezoekers op drie dagen tijd, plaats op een langgerekt kunstmatig eiland tussen de Donau en de Nieuwe Donau.

### Film, theater en media

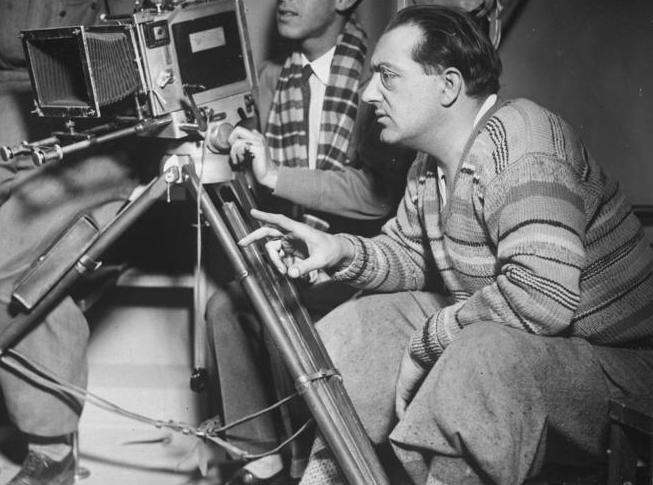
Fritz Lang, regisseur van Metropolis

De Oostenrijkse bijdragen aan de wereld van film en theater zijn van oudsher sterk. Sascha Kolowrat was een Oostenrijkse pionier van het filmmaken. Billy Wilder, Fritz Lang, Josef von Sternberg en Fred Zinnemann kwamen oorspronkelijk uit Oostenrijk voor zich te vestigen als internationaal relevante filmmakers. Willi Forst, Ernst Marischka en Franz Antel verrijkten de populaire film in het Duits sprekende landen. Michael Haneke werd internationaal bekend door zijn storende filmische studies, voor het ontvangen van een Golden Globe en voor zijn veelgeprezen film The White Ribbon in 2010.
De eerste Oostenrijkse regisseur die een Academy Award ontving was Stefan Ruzowitzky. Veel Oostenrijkse acteurs waren in staat om een carrière na te streven waarvan de impact ook werd gevoeld buiten de landsgrenzen. Onder hen waren Peter Lorre, Helmut Berger, Curd Jürgens, Senta Berger, Oskar Werner en Klaus Maria Brandauer. Hedy Lamarr en Arnold Schwarzenegger werden Amerikaanse en internationale filmsterren. Christoph Waltz verwierf internationale faam met zijn prestaties in Inglourious Basterds, het verdienen van de Beste Acteur Award in Cannes in 2009, en de Academy Award voor Beste Mannelijke Bijrol in 2010. Max Reinhardt was een meester van de spectaculaire en scherpzinnige theaterproducties. Otto Schenk blonk niet alleen uit als podiumacteur, maar ook als operaregisseur.
In Oostenrijk zenden de omroepen ORF en Austria Television radio- en televisieprogramma's uit gericht op de Oostenrijkse bevolking. Oostenrijkse radiozenders zijn onder andere Kronehit, Hitradio Ö3, Life Radio, Radio Oberösterreich, FM4 en Antenne.

### Eten en drinken

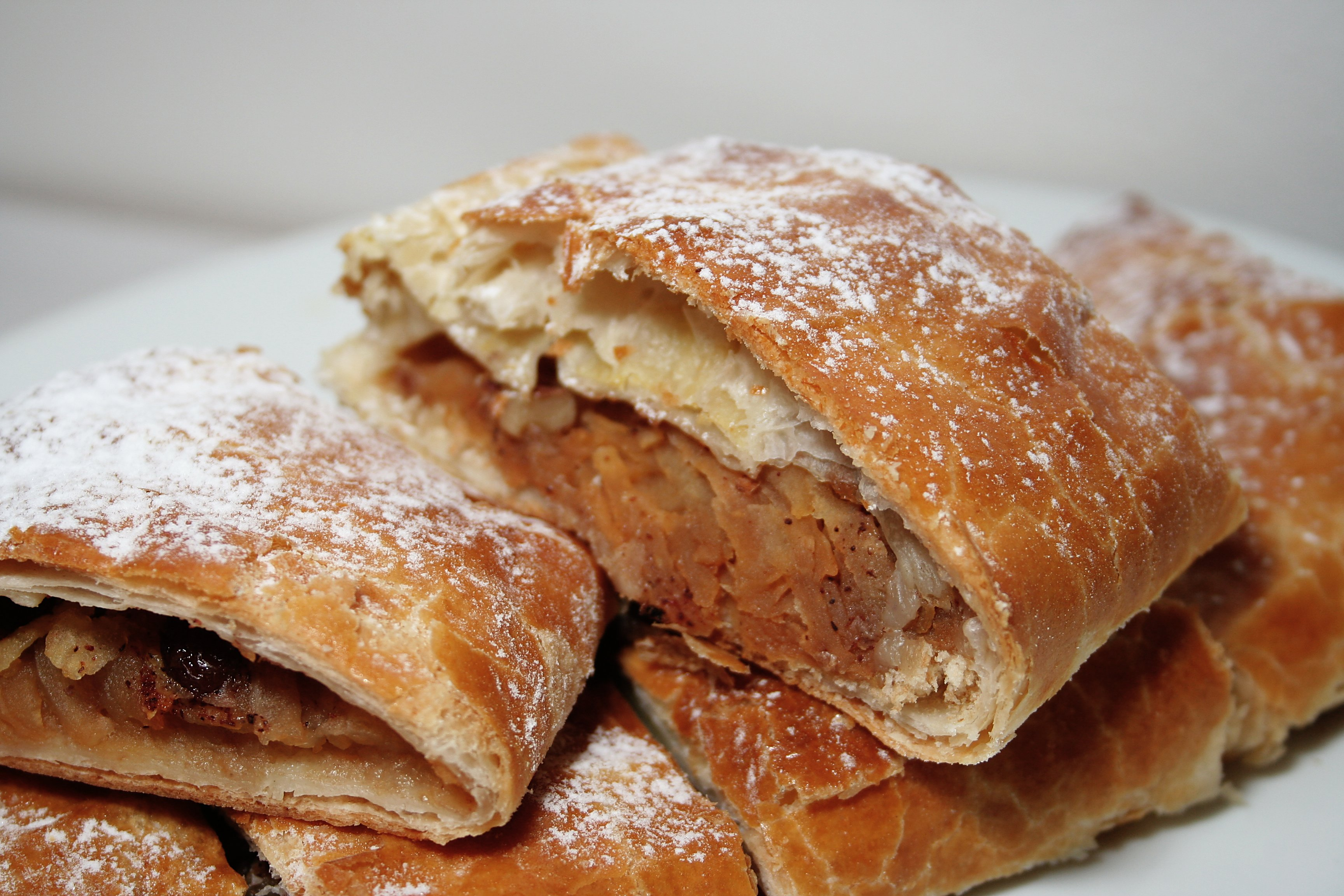
Apfelstrudel

De Oostenrijkse keuken is afgeleid van die van het Oostenrijks-Hongaarse Rijk, en vooral in de traditie van de hofkeuken ("Hofküche"). Zij is beroemd om haar evenwichtige variaties van rund- en varkensvlees en talloze variaties van groenten. De "Mehlspeisen" bakkerij maakt lekkernijen als Sachertorte, Krapfen (een soort donuts meestal gevuld met abrikozenjam of vla), Apfelstrudel, Topfenstrudel en Millirahmstrudel. Naast de inheemse regionale tradities is de keuken beïnvloed door de Hongaarse, Boheemse, Tsjechische, Joodse, Italiaanse, de Balkan en de Franse keuken van waaruit zowel de gerechten en methoden van voedselbereiding vaak zijn overgenomen. De Oostenrijkse keuken is dan ook een van de meest multiculturele en transculturele in Europa.
Typische Oostenrijkse gerechten zijn Wiener schnitzel, Schweinsbraten, Kaiserschmarren, Knödel, Sachertorte en Tafelspitz. Daarnaast is Oostenrijk ook beroemd om zijn Mozartkugeln en koffietraditie.
De Oostenrijkse wijncultuur heeft een lange geschiedenis. De wijnproducerende regio's zijn gelegen in Neder-Oostenrijk, Burgenland, Stiermarken en Wenen. De Grüner Veltliner druif biedt veel witte wijnen en Zweigelt is de meest aangeplante rode wijndruif. Het Burgenland kent als specialiteit Ausbruch en Uhudler. In Opper-Oostenrijk, Neder-Oostenrijk, Stiermarken en Karinthië wordt op grote schaal "Most" geproduceerd, een soort cider of perenwijn. Oostenrijks bier wordt verkocht in 0,2 liter (Pfiff), 0,3 liter (Seidel) en 0,5 liter (Krügerl) maat. De meest populaire biersoorten zijn pils (Märzen) van nature troebel Zwickelbier en witbier. Tijdens de feestdagen zoals Kerstmis en Pasen is ook Bockbier beschikbaar. In het land wordt schnaps gedronken van vaak tot 60% alcohol. Deze wordt gemaakt van vruchten, zoals abrikozen en lijsterbessen. De opbrengst van kleine privé-schnapsdistilleerderijen, waar daar ongeveer 20.000 van zijn, staat bekend als Selberbrennter of Hausbrand. Een hoog percentage schnaps heet "Umblachter" en heeft tot 85% alcohol. Ook de strohrum komt uit Oostenrijk.

### Sport

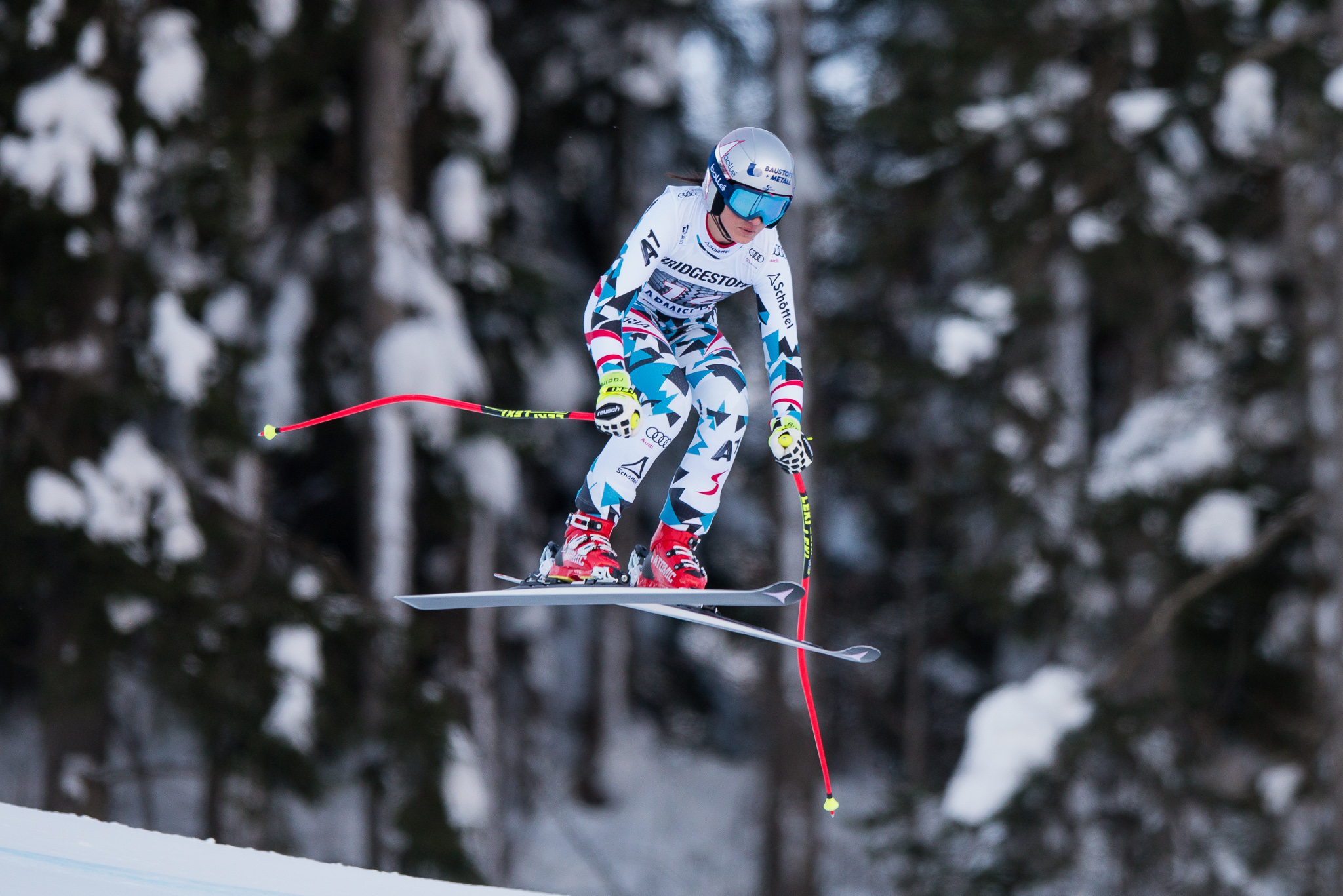
Alpineskiester Stephanie Venier

Door het bergachtige terrein is alpineskiën een prominente sport in Oostenrijk. Vergelijkbare sporten zoals snowboarden of schansspringen zijn ook zeer populair en Oostenrijkse atleten, zoals Annemarie Moser-Pröll, Hermann Maier, Toni Sailer, Benjamin Raich en Marlies Schild worden algemeen beschouwd als de grootste alpineskiërs aller tijden. Bobsleeën, rodelen en skeleton, zijn eveneens populaire evenementen. Er is een vaste afdalinsbaan in Igls die werd gebruikt voor bobslee- en rodelwedstrijden tijdens de Olympische Winterspelen 1964 en 1976 te Innsbruck. De eerste Olympische Jeugdwinterspelen werden in 2012 gehouden te Innsbruck.
Een populaire teamsport in Oostenrijk is voetbal onder auspiciën van de Oostenrijkse voetbalbond. Oostenrijk was een van de meest succesvolle voetbalspelende landen op het Europese continent. Het was achtereenvolgens 4e op het wereldkampioenschap voetbal 1934, 3e op het wereldkampioenschap voetbal 1954 en 7e op het wereldkampioenschap voetbal 1978. Meer recent is het Oostenrijkse voetbal echter internationaal veel minder succesvol. In 2008 was Oostenrijk, samen met Zwitserland, gastland van het Europese Kampioenschap Voetbal. De nationale Oostenrijkse voetbalcompetitie is de Oostenrijkse Bundesliga met o.a. teams als SK Rapid Wien, FK Austria Wien, Red Bull Salzburg en Sturm Graz.
Naast voetbal heeft Oostenrijk heeft ook professionele nationale competities voor de meeste grote teamsporten waaronder de Oostenrijkse Hockey League voor ijshockey en de Österreichische Basketbal Bundesliga voor basketbal. Daarnaast is ook paardrijden populair met de beroemde Spaanse rijschool van Wenen als hoogtepunt.

## Onderwijs
Er zijn universiteiten in Wenen, Salzburg, Innsbruck, Graz, Klagenfurt, Linz, Leoben en Krems an der Donau.